# Mångfruktsmossa
Mångfruktsmossa (Cryphaea heteromalla) är en bladmossart som beskrevs av D. Mohr in Weber 1814. Mångfruktsmossa ingår i släktet Cryphaea och familjen Cryphaeaceae. Enligt den svenska rödlistan är arten akut hotad i Sverige. Arten förekommer i Götaland. Artens livsmiljö är skogslandskap, jordbrukslandskap. Inga underarter finns listade i Catalogue of Life.